# Gladna Română, Timiș
Gladna Română este un sat în comuna Fârdea din județul Timiș, Banat, România. Se află în partea de est a județului, într-o depresiune.

## Nume
Pare evident că numele comunei se afiliază la existența ducatului lui Glad

## Secvențe istorice
În anul 1904, Simeon Simonescu care lucra de 25 de ani la proprietarul Solomon Bumbu a primit de la ministrul agriculturii o diplomă de recunoștință pentru serviciu credincios și 50 coroane de aur.

## Descoperiri arheologice
Cetate medievală; sec. XV Săpături arheologice; 1986, Cetatea medievală cu dimensiunile de 60 x 40 m, a fost o construcție ridicată exclusiv din lemn, cu clădiri înălțate deasupra unor tãlpi așezate pe stânca ñiabilã a dealuluiîn prealabil nivelatãîn porțiunile necesare. Nu a apărut nici un indiciu asupra prezenței construcțiilor din zid și nici o mmă de șanțuri de ñmdație destinate temeliilor de piatră sau lemn. Cetatea este înconjurată de un șanț de apărare cu traseu oval, ce conservă o adâncime care variază între 2 și 6 m, în raport cu curtea irlterioarã, având lățimea cuprinsă între 7 și 10 m. Curtea interioară a fortificației are dimensiunile de 10/10 m. Rezultatele cercetărilor au fost consemnate în "Revista Muzeului Militar", XVIII, nr.1, 1987, pp. 12–17.

## Biserica ortodoxă din Gladna Română, galerie de imagini

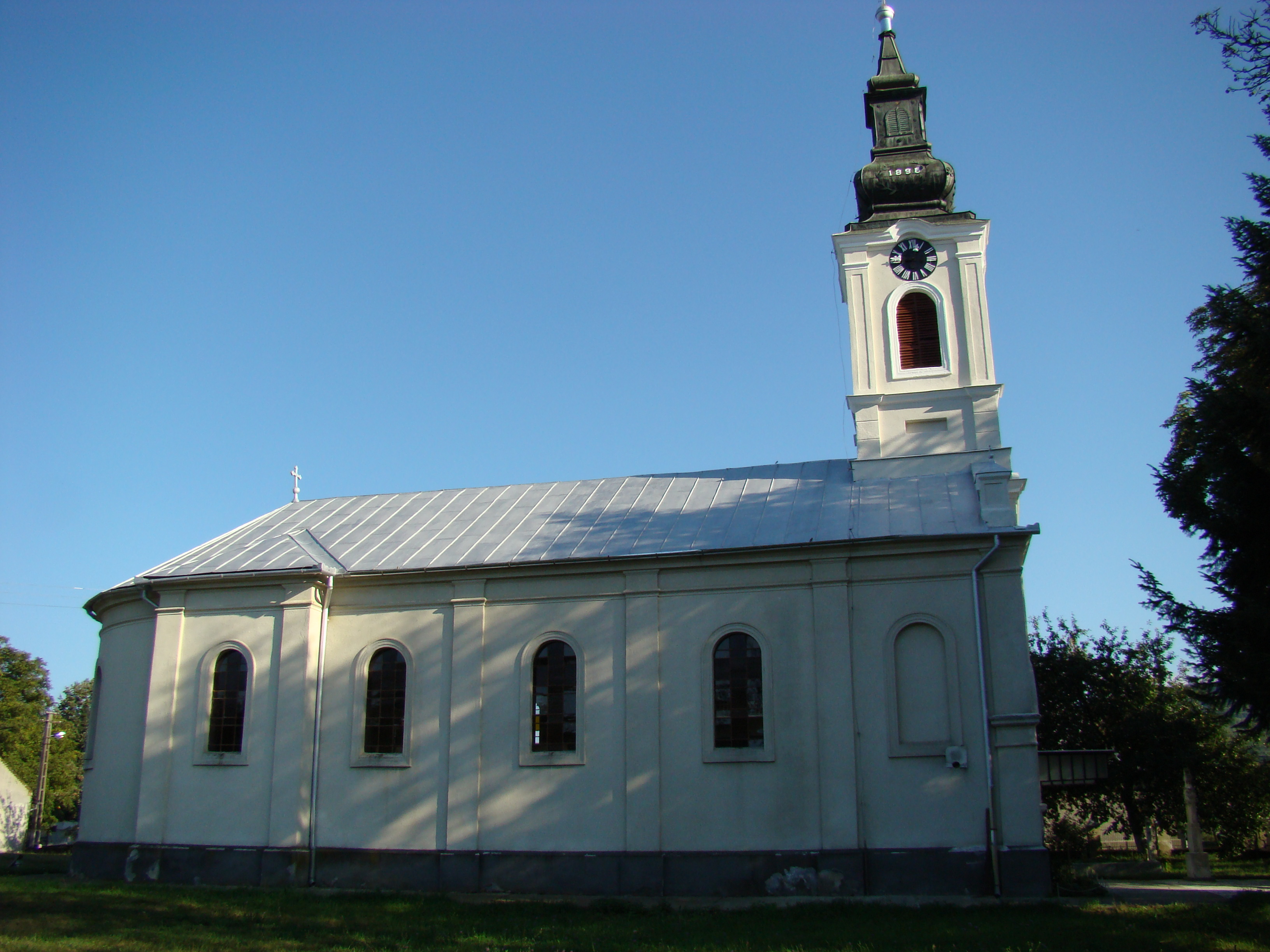
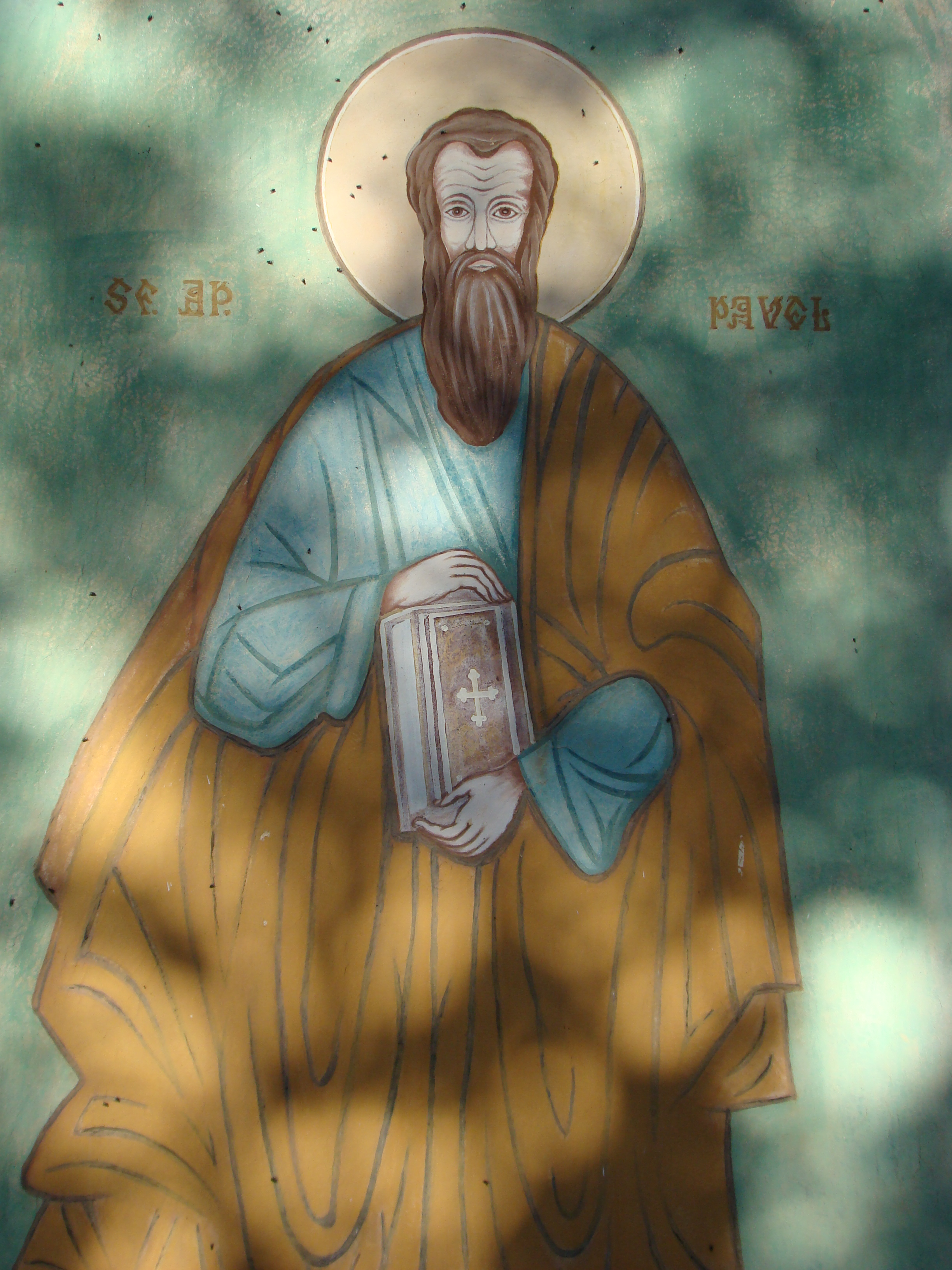
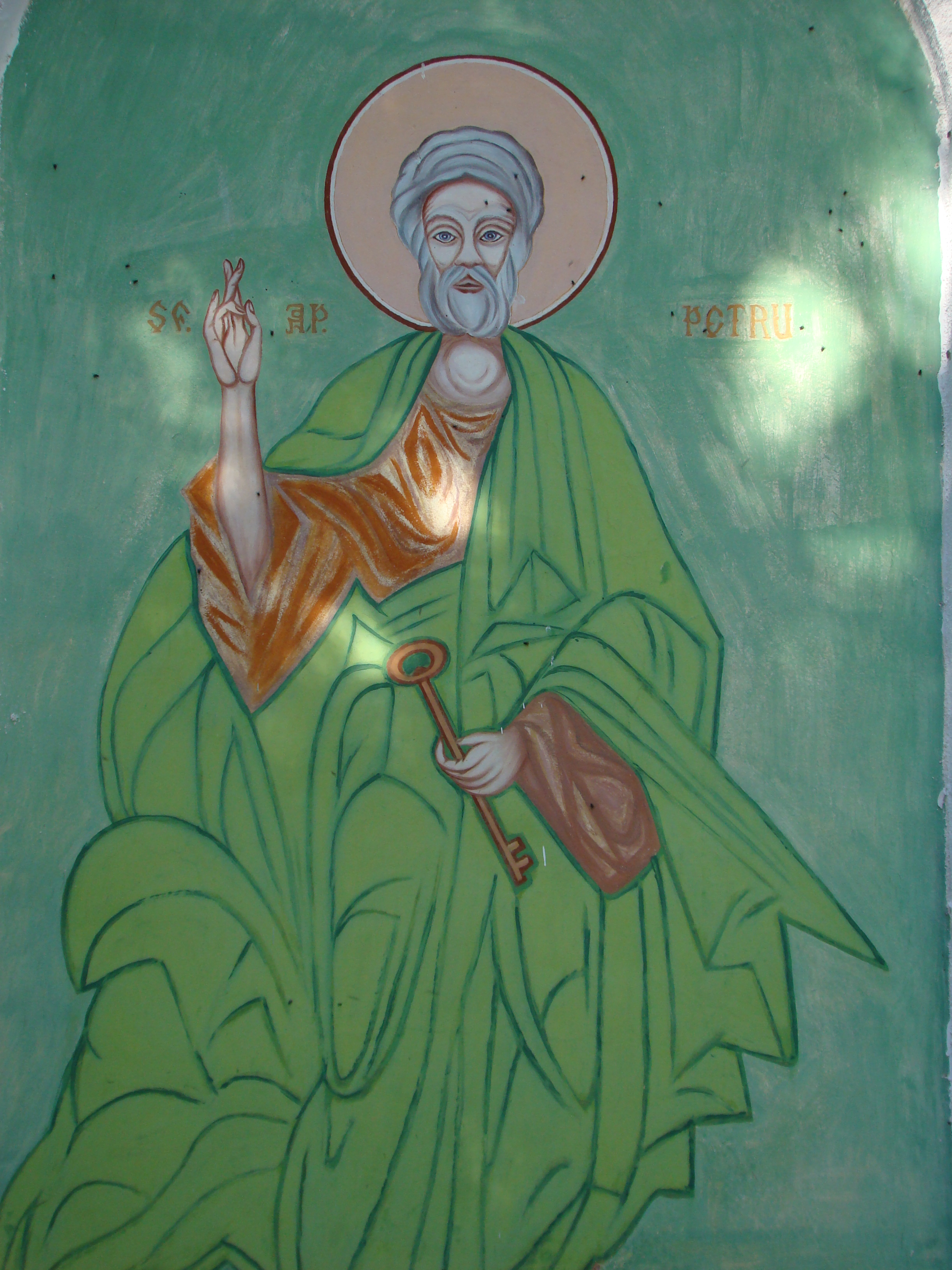

## Personalități
- Virgil Simionescu (1881 - 1941), pictor academic.
- Ioan-Coriolan Balintoni (1939 - 2025)

## Legături externe

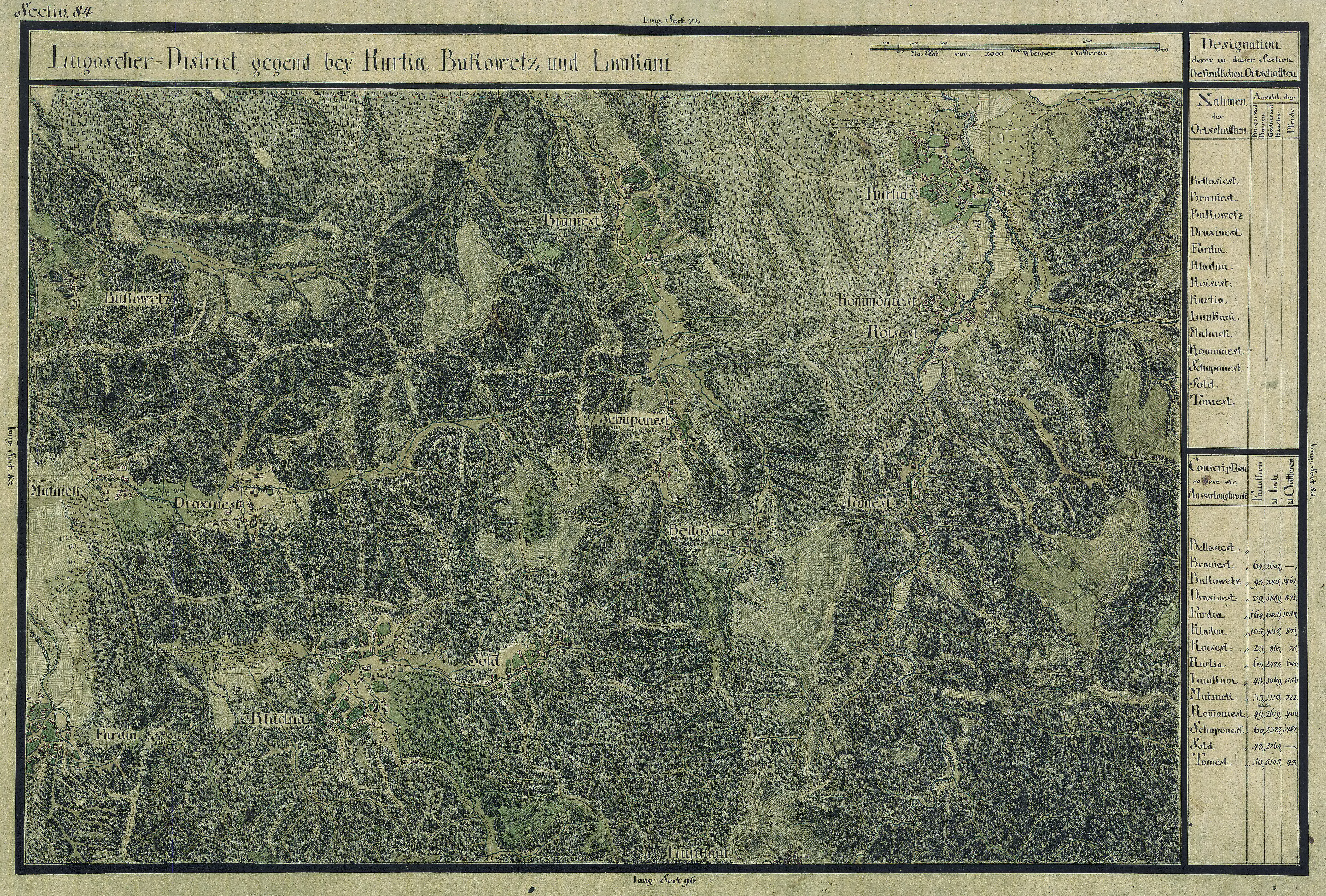
Gladna Română în Harta Iosefină a Banatului, 1769-72